# 사회주의 노동당 (영국)
사회주의 노동당(영어: Socialist Labour Party, SLP)은 영국의 사회주의 정당이다. 1996년 전 영국 노동당원이자 전국 광산노동자 조합의 지도자이던 아서 스카길(Arthur Scargill)에 의해 주도적으로 창립되었다. 노동당 구 강령 제4조의 사회주의적 원칙을 고수한다. 경제적 지역주의 성향을 보여 영국의 EU 탈퇴와 광업 활동 재개를 주장하였다.

## 같이 보기
- 영국 공화주의 운동